# Eli Palacios
Eliezer Palacios Rivera (San Juan, Puerto Rico), es un cantante y compositor puertorriqueño de reguetón y género urbano latino. Creador de los éxitos Limbo de Daddy Yankee, Que Viva La Vida de Wisin, Moviendo Caderas de Yandel, La Temperatura, Felices los 4 de Maluma entre otros.

## Biografía

### Infancia e inicios artísticos
Muy talentoso desde niño, se interesó en la música desde muy pequeño siendo el único miembro de su familia en mostrar tal interés, desde muy joven escribió temas con su guitarra.
Gracias a una relación desde la infancia con Gabriel J. Rodríguez conocido como ¨The Secret Code¨, Eli Palacios es introducido a los famosos productores del género urbano Luny Tunes, convirtiéndose esto en la oportunidad de Eli de dar a conocer sus composiciones a grandes artistas de Puerto Rico.
A mediados del año 2010, Eli Palacios viaja junto a Gabriel Rodríguez (quien más adelante se convertiría en su mánager) a la ciudad de Nueva York para reunirse con los productores Giencarlos Rivera y Jonathan Rivera mejor conocidos como ¨MadMusick¨ productores de éxitos como ¨Rompe la Cintura¨ de Alexis y Fido, ¨Caliente¨ de Dyland y Lenny ft. Arcángel, entre otros. Deciden apoyar el proyecto de Eli Palacios, no solo como escritor, sino también como intérprete. 
Eli a su vez inicia clases de canto en la ciudad de Manhattan con el conocido ¨Craig Derry¨, maestro de íconos musicales como Marc Anthony, Ashanti, entre otros.

### Ascenso a la fama
"Caliente" interpretada por el dúo urbano Dyland y Lenny, fue la primera composición de Eli Palacios en ser conocida a nivel internacional. Este tema lanzado en 2010 se comercializa bajo licencia de Sony Music y cuenta con un video con más de 7 millones de visitas. En febrero de 2013 sale a la venta el álbum de Dyland y Lenny My World 2 que cuenta con dos temas de Eli Palacios ¨Más No Puedo Amarte¨ y ¨Sólo Palabras¨.
En febrero de 2011, Eli Palacios lanza su primer tema como cantante llamado ¨Que Daría¨ debutando #40 en el chart Billboard tropical recibiendo mucha aceptación del público y de la crítica.
Ha tenido varias presentaciones entre las cuales destaca haber sido invitado por el ¨Daily News¨ para ser el artista principal en la edición número 54 del ¨Puerto Rican Day Parade¨ en Nueva York.
Debido a su talento como compositor, Eli Palacios ha logrado que reconocidos artistas del género urbano como Daddy Yankee, Dyland y Lenny, Arcángel, entre otros, interpreten sus temas posicionándolos en los conteos más importantes tanto a nivel Puerto Rico como internacional.
Eli ha logrado con el tiempo darse la credibilidad de ser un "Hit Maker" con diferentes composiciones, sin embargo, en 2012 lanza Daddy Yankee el tema "Limbo" una composición de Eli Palacios y producida por MadMusick que logró conquistar el mundo entero. Cuenta con un video de más de 700 millones de visitas y la canción batió records en los charts de Billboard manteniéndose en #1 por 15 semanas consecutivas y 31 semanas entre las primeras cinco posiciones.
A raíz de la enorme acogida del público, le da la oportunidad a Eli de compartir sus letras con otros artistas de gran renombre, como lo son Wisin y Yandel, Don Omar, Victor Manuelle, entre otros. 
Trabajó en la promoción del tema "La Temperatura" junto al artista revelación de la música en Colombia, Maluma. El tema salió bajo el sello de Sony Music y fue grabado en Puerto Rico, mezclado y masterizado en Miami. 
El video del tema fue grabado en Medellín, Colombia y en él participan Eli Palacios, Maluma y cuenta una aparición de los productores de la canción MadMusick.

## Sencillos

#### Como artista principal
- «Qué daría» (2011)
- «La temperatura» (2013) Junto a Maluma[3]

#### Como compositor
- «DucksInAPond» (2011) Para stOrk.
- «Emo Village Pillage» (2011) Para stOrk.
- «Doooosh» (2011) Para stOrk.
- «Y» (2011) Para stOrk.
- «Plumr» (2011) Para stOrk.
- «Hymne» (2011) Para stOrk.
- «Moonrock» (2011) Para stOrk.
- «Pitata» (2011) Para stOrk.
- «Nautilus» (2011) Para stOrk.
- «Tripola» (2011) Para stOrk.
- «TV-UP» (2011) Para stOrk.
- «Loki» (2011) Para stOrk.
- «Prelude In The Key Of Shut The Hell Up» (2011) Para stOrk.
- «blok» (2011) Para stOrk.
- «Rift» (2011) Para stOrk.
- «Changing Lanes» (2011) Para stOrk.
- «captain» (2011) Para stOrk.
- «Artifacts» (2011) Para stOrk.
- «Alive» (2011) Para stOrk.
- «Pinwheels» (2011) Para stOrk.
- «Liars» (2011) Para stOrk.
- «Surface» (2011) Para stOrk.
- «Glasgow» (2011) Para stOrk.
- «Slum Baby» (2011) Para stOrk.
- «Perquisition» (2011) Para stOrk.
- «Magic Act» (2012) Para stOrk.
- «Circus Songs» (2012) Para stOrk.
- «Every Happy Memory Jamz» (2012) Para stOrk.
- «Little Fires» (2012) Para stOrk.
- «Our Only Home» (2012) Para stOrk.
- «Little Fires» (2012) Para stOrk.
- «Limbo» (2012) Para Daddy Yankee
- «Quisiera» (2016) Para CNCO
- «Ya quiero» (2016) Para Domino Saints
- «Suéltate tú» (2017) Para Farruko
- «Ponte Sexy» (2017) Para Domino Saints

## Premios y nominaciones
Premios Grammy Latinos
| Año  | Nominado      | Galardón             | Resultado | Ref.  |
| ---- | ------------- | -------------------- | --------- | ----- |
| 2013 | «Limbo»       | Mejor Canción Urbana | Nominado  | [ 4 ] |
| 2017 | Felices los 4 | Grabación del Año    | Nominado  | [ 5 ] |
| 2017 | Felices los 4 | Canción del Año      | Nominado  | [ 5 ] |

Premios SHOCK
| Año  | Nominado         | Galardón            | Resultado | Ref.  |
| ---- | ---------------- | ------------------- | --------- | ----- |
| 2013 | «La temperatura» | Mejor Canción Radio | Ganador   | [ 6 ] |

Premios Nuestra Tierra
| Año  | Nominado         | Galardón                      | Resultado | Ref.  |
| ---- | ---------------- | ----------------------------- | --------- | ----- |
| 2014 | «La temperatura» | Interpretación Urbana del Año | Ganador   | [ 7 ] |

Premios Tu Mundo
| Año  | Nominado         | Galardón                 | Resultado | Ref.  |
| ---- | ---------------- | ------------------------ | --------- | ----- |
| 2014 | «La temperatura» | Canción Comienza Fiestas | Nominado  | [ 8 ] |

Latin Music Italian Awards
| Año  | Nominado         | Galardón                          | Resultado | Ref. |
| ---- | ---------------- | --------------------------------- | --------- | ---- |
| 2014 | «La temperatura» | Best Latin Revelation of The Year | Ganador   |      |

Premio lo nuestro
| Año  | Nominado         | Galardón                        | Resultado | Ref. |
| ---- | ---------------- | ------------------------------- | --------- | ---- |
| 2014 | «La temperatura» | Urban Collaboration of the Year | Nominado  |      |

World Music Awards
| Año  | Nominado         | Galardón                     | Resultado | Ref.  |
| ---- | ---------------- | ---------------------------- | --------- | ----- |
| 2014 | «La temperatura» | A la Mejor Canción del Mundo | Nominado  | [ 9 ] |
| 2014 | «La temperatura» | Al Mejor Video del Mundo     | Nominado  | [ 9 ] |